# Spjutkastning för herrar i friidrott vid olympiska sommarspelen 1996
Spjutkastning för herrar vid olympiska sommarspelen 1996 i Atlanta avgjordes den 3 augusti.

## Medaljörer
| Gren          | Guld                   | Guld    | Silver                         | Silver  | Brons                | Brons   |
| Spjutkastning | Jan Železný · Tjeckien | 88,16 m | Steve Backley · Storbritannien | 87,44 m | Seppo Räty · Finland | 86,98 m |

## Resultat

### Kval

#### Grupp A
| Placering | Totalt | Idrottare                    | Försök | Försök | Försök | Längd   |
| Placering | Totalt | Idrottare                    | 1      | 2      | 3      | Längd   |
| --------- | ------ | ---------------------------- | ------ | ------ | ------ | ------- |
| 1         | 1      | Konstadinos Gatsioudis (GRE) | 87.12  | —      | —      | 87.12 m |
| 2         | 3      | Sergej Makarov (RUS)         | 85.88  | —      | —      | 85.88 m |
| 3         | 6      | Seppo Räty (FIN)             | 83.66  | —      | —      | 83.66 m |
| 4         | 7      | Raymond Hecht (GER)          | 83.24  | —      | —      | 83.24 m |
| 5         | 9      | Peter Blank (GER)            | 82.68  | X      | —      | 82.68 m |
| 6         | 10     | Kimmo Kinnunen (FIN)         | 78.82  | X      | 80.98  | 80.98 m |
| 7         | 11     | Mick Hill (GBR)              | 77.12  | X      | 80.48  | 80.48 m |
| 8         | 13     | Pål Arne Fagernes (NOR)      | 78.38  | X      | 79.78  | 79.78 m |
| 9         | 15     | Dave Stephens (USA)          | 77.98  | 79.18  | 79.18  | 79.18 m |
| 10        | 18     | Emeterio González (CUB)      | X      | 77.94  | 74.42  | 77.94 m |
| 11        | 20     | Edgar Baumann (PAR)          | X      | 75.90  | 77.74  | 77.74 m |
| 12        | 23     | Gavin Lovegrove (NZL)        | X      | 77.12  | X      | 77.12 m |
| 13        | 24     | Sergej Vojnov (UZB)          | 75.58  | 76.30  | 68.50  | 76.30 m |
| 14        | 26     | Dag Wennlund (SWE)           | 75.24  | X      | X      | 75.24 m |
| 15        | 29     | Terry McHugh (IRL)           | 69.72  | X      | 72.84  | 72.84 m |
| 16        | 31     | Chu Ki-Young (KOR)           | X      | 70.30  | 71.42  | 71.42 m |
| 17        | 33     | Kirt Thompson (TRI)          | 68.02  | X      | 64.12  | 68.02 m |

#### Grupp B
| Placering | Totalt | Idrottare                  | Försök | Försök | Försök | Längd   |
| Placering | Totalt | Idrottare                  | 1      | 2      | 3      | Längd   |
| --------- | ------ | -------------------------- | ------ | ------ | ------ | ------- |
| 1         | 2      | Jan Železný (CZE)          | 86.52  | —      | —      | 86.52 m |
| 2         | 4      | Tom Pukstys (USA)          | 80.70  | 81.34  | 84.70  | 84.70 m |
| 3         | 5      | Steve Backley (GBR)        | 84.14  | —      | —      | 84.14 m |
| 4         | 8      | Boris Henry (GER)          | 83.22  | —      | —      | 83.22 m |
| 5         | 12     | Zhang Lianbiao (CHN)       | 76.24  | 76.76  | 79.88  | 79.88 m |
| 6         | 14     | Harri Hakkarainen (FIN)    | 77.96  | 79.34  | X      | 79.34 m |
| 7         | 16     | Vladimir Ovtjinnikov (RUS) | 74.88  | 76.12  | 78.20  | 78.20 m |
| 8         | 17     | Todd Riech (USA)           | X      | 76.68  | 78.02  | 78.02 m |
| 9         | 19     | Dimitrios Polymerou (GRE)  | 76.98  | X      | 77.82  | 77.82 m |
| 10        | 21     | Andrew Currey (AUS)        | 71.34  | 76.58  | 77.28  | 77.28 m |
| 11        | 22     | Andrej Morujev (RUS)       | X      | 76.96  | 77.20  | 77.20 m |
| 12        | 25     | Nick Nieland (GBR)         | 69.54  | X      | 75.74  | 75.74 m |
| 13        | 27     | Vladimir Parfyonov (UZB)   | 68.54  | 73.96  | 73.28  | 73.96 m |
| 14        | 28     | Isbel Luaces (CUB)         | 73.84  | 73.20  | X      | 73.84 m |
| 15        | 30     | Donald Sild (EST)          | 72.54  | X      | 68.28  | 72.54 m |
| 16        | 32     | Pius Bazighe (NGR)         | 68.02  | 70.78  | 65.70  | 70.78 m |
| —         | —      | Vladimir Sasimovitj (BLR)  | X      | X      | X      | NM      |

### Final
| Placering | Idrottare                    | Försök | Försök | Försök | Försök | Försök | Försök | Längd   |
| Placering | Idrottare                    | 1      | 2      | 3      | 4      | 5      | 6      | Längd   |
| --------- | ---------------------------- | ------ | ------ | ------ | ------ | ------ | ------ | ------- |
| 1         | Jan Železný (CZE)            | X      | 88.16  | 82.68  | 83.86  | 86.02  | 86.12  | 88.16 m |
| 2         | Steve Backley (GBR)          | 87.44  | 85.66  | X      | 80.74  | 80.88  | 85.64  | 87.44 m |
| 3         | Seppo Räty (FIN)             | 83.44  | 86.66  | 76.52  | 84.52  | 81.70  | 86.98  | 86.98 m |
| 4         | Raymond Hecht (GER)          | 83.88  | 86.88  | X      | 83.10  | X      | 85.10  | 86.88 m |
| 5         | Boris Henry (GER)            | 81.24  | 85.68  | X      | 82.58  | 83.94  | 84.08  | 85.68 m |
| 6         | Sergej Makarov (RUS)         | 82.72  | 85.30  | 81.12  | X      | 82.28  | 83.78  | 85.30 m |
| 7         | Kimmo Kinnunen (FIN)         | 82.72  | 80.26  | X      | 84.02  | 81.98  | X      | 84.02 m |
| 8         | Tom Pukstys (USA)            | 78.48  | 80.90  | 83.58  | 81.28  | 82.18  | 81.68  | 83.58 m |
|           |                              |        |        |        |        |        |        |         |
| 9         | Peter Blank (GER)            | 76.66  | 81.82  | X      |        |        |        | 81.82 m |
| 10        | Konstadinos Gatsioudis (GRE) | X      | 79.08  | 81.46  |        |        |        | 81.46 m |
| 11        | Zhang Lianbiao (CHN)         | 80.28  | 78.86  | 80.96  |        |        |        | 80.96 m |
| 12        | Mick Hill (GBR)              | 78.58  | X      | X      |        |        |        | 78.58 m |